# 拉皮埃尔
拉皮埃尔（法語：La Pierre，法語發音：[la pjɛʁ]）是法国伊泽尔省的一个市镇，位于该省东部偏北，属于格勒诺布尔区。

## 地理
拉皮埃尔（45°17'37"N, 5°56'54"E）面积3.31 平方千米，位于法国奥弗涅-罗讷-阿尔卑斯大区伊泽尔省，该省份为法国东南部内陆省份，北起顺时针与安省、萨瓦省、上阿尔卑斯省、德龙省、阿尔代什省、卢瓦尔省和罗讷省。
与拉皮埃尔接壤的市镇（或旧市镇、城区）包括：兰班、唐桑、弗罗日附近勒尚、于蒂耶尔。

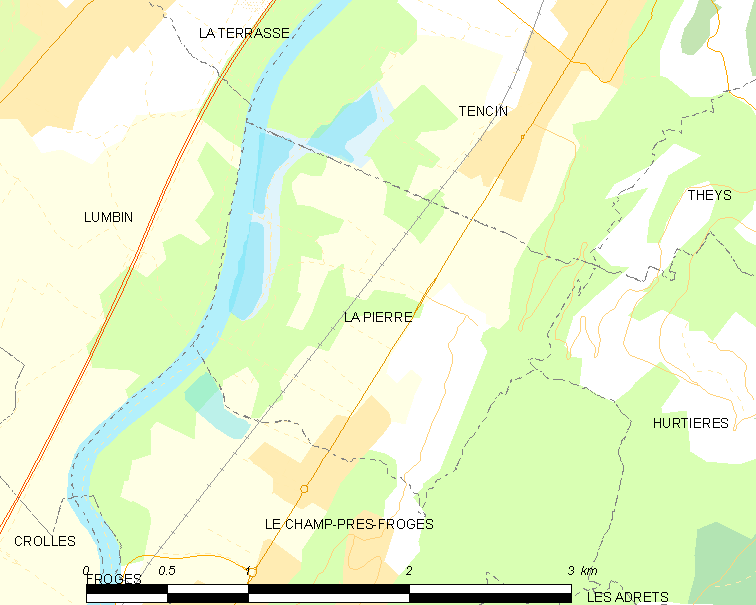
拉皮埃尔的OSM定位图

拉皮埃尔的时区为UTC+01:00、UTC+02:00（夏令时）。

## 行政
拉皮埃尔的邮政编码为38570，INSEE市镇编码为38303。

## 政治
拉皮埃尔所属的省级选区为上格雷西沃当县。

## 人口

1962-2008年间拉皮埃尔人口变化图示

拉皮埃尔于2022年1月1日时的人口数量为648人。